# José Emilio Furtado
Pour les articles homonymes, voir Furtado.
José Emílio Robalo Furtado, né le 14 mars 1983  à Praia (Cap-Vert) est un footballeur cap-verdien naturalisé portugais, qui évolue au poste d'attaquant.

## Biographie
Il termine meilleur buteur du championnat de Bulgarie 2005-2006 avec 16 buts (avec Milivoje Novakovič). Il remporte la Coupe de Bulgarie 2006 avec le FK CSKA Sofia.